# Brannens
Brannens es una comuna francesa situada en el departamento de Gironda, en la región de Nueva Aquitania.

## Demografía
| 205 | 178 | 162 | 176 | 193 | 173 | 240 |
| Para los censos de 1962 a 1999 la población legal corresponde a la población sin duplicidades (Fuente: INSEE [Consultar]) |     |     |     |     |     |     |